# Ивайловград (язовир)
Вижте пояснителната страница за други значения на Ивайловград.
Язовир „Ивайловград“ е язовир в южна България, разположен в Източните Родопи по долното течение на река Арда. Заедно с вградения в стената му ВЕЦ „Ивайловград“ той образува третото и последно стъпало на Каскада „Арда“ на Националната електрическа компания.

## Местоположение
Язовир „Ивайловград“ е разположен на границите на общините Маджарово, Любимец и Ивайловград и заема части от землищата на Бориславци, Малки Воден, Сеноклас, Дъбовец, Долноселци, Камилски дол, Горноселци, Покрован, Хухла и Ламбух. Язовирната стена е в коритото на река Арда в община Ивайловград, северно от град Ивайловград. Язовирът има 64 километрова брегова ивица, голяма част от нея е покрита с гъсти широколистни гори.

## История
Язовирът е построен през 1959 – 1964 година. В предварителното планиране се разглежда и вариант за застрояването му в по-голям мащаб, със завирен обем над 1 млрд. m³, но той не е реализиран, тъй като би залял действащите по това време Мини „Маджарово“. По-късно е обсъждана възможността язовирът да бъде разширен и при него да се изгради атомна електроцентрала, но и този проект не е осъществен, главно заради военната уязвимост на района, разположен близо до границата с Турция и Гърция.

## Характеристики
Язовир „Ивайловград“ има водосборна област с площ 5128 km², а площта на езерото е 15,1 km². Проектиран е за общ завирен обем 188 млн. m³, но поради натрупване на наноси при последното измерване е установен реален обем от 156,7 млн. m³.
Язовирната стена е бетонна гравитачна, с височина 73 m и дължина по короната 365 m, като по нея преминава Републикански път III-597. Преливникът е челен с капацитет 5250 m³/s, а основният изпускател е предвиден за максимално водно количество 270 m³/s. В стената, под ихвъргача на преливника, е вградена ВЕЦ „Ивайловград“. Изтичалата на централата и основните изпускатели заустват в енергогасителя с ширина от 105 m до 60 m и дължина 76,65 m. Под него коритото на Арда е коригирано с ширина на дъното 60 m и дължина 514 m.

## Използване
Основното му предназначение на язовира е добив на електроенергия във ВЕЦ „Ивайловград“.
Водите му са богати на риба: сом, шаран, бяла риба, костур, кефал, червеноперка, уклей и други сладководни видове риба. Това го прави подходящ за риболов.
Предлага и условия за практикуване на водни спортове – ежегодно в началото на месец юни тук е финалът на Републиканската регата по кану-каяк.

## Галерия
- Западният край на язовира при село Бориславци
- Меандрите на язовира
- Място за риболов
- ВЕЦ „Ивайловград“ и Арда под язовирната стена